# Gefecht bei Södra Stäket
1. Phase: Schwedische Dominanz (1700–1709)
Dänischer Kriegsschauplatz (1700)
Humlebæk • Tönning I 
Livländ./ Estnischer Kriegsschauplatz (1700–1708)
Riga I • Jungfernhof • Varja • Pühhajoggi • Narva • Petschora • Düna • Rauge • Erastfer • Hummelshof • Embach • Tartu • Narva II • Wesenberg I • Wesenberg II
Ingermanländ./ Finnischer Kriegsschauplatz (ab 1701)
Archangelsk • Ladogasee • Nöteborg • Nyenschanz • Newa • Systerbäck • Petersburg • Wyborg I • Porvoo • Newa II • Koporje II • Kolkanpää
Litauisch-weißrussischer Kriegsschauplatz (1702–1706)
Vilnius • Saladen • Jakobstadt • Gemauerthof • Mitau • Grodno I • Olkieniki • Njaswisch • Klezk • Ljachawitschy
Polnischer Kriegsschauplatz (1702–1706)
Klissow • Pułtusk • Thorn • Lemberg • Warschau • Posen • Punitz • Tillendorf • Rakowitz • Praga • Fraustadt • Kalisch 
Russischer Kriegsschauplatz (1708–1709)
Grodno II • Golowtschin • Moljatitschi • Rajowka • Lesnaja • Desna • Baturyn • Koniecpol • Weprik • Opischnja • Krasnokutsk • Sokolki • Poltawa I • Poltawa II
2. Phase: Schweden in der Defensive (1710–1721)
Baltischer und Finnischer Kriegsschauplatz (bis 1714)
Riga II • Wyborg II • Pernau • Kexholm • Reval • Hogland • Pälkäne • Storkyro • Nyslott • Hanko 
Schwed./Norwegischer Kriegsschauplatz (1710–1721)
Helsingborg • Køge-Bucht • Bottnischer Meerbusen • Frederikshald I • Dynekilen-Fjord • Göteborg I • Strömstad • Trondheim • Frederikshald II • Marstrand • Ösel • Göteborg II • Södra Stäket • Grönham • Sundsvall
Norddeutscher Kriegsschauplatz (1711–1716)
Elbing • Wismar I • Lübow • Stralsund I • Greifswalder Bodden I • Stade • Rügen • Gadebusch • Altona • Tönning II • Stettin • Fehmarn • Wismar II • Stralsund II • Jasmund • Peenemünde • Greifswalder Bodden II • Stresow 
Das Gefecht bei Södra Stäket im Großen Nordischen Krieg am 13. August 1719 endete mit einem schwedischen Sieg. Nach dem Tod von Karl XII. entsandte der russische Zar Peter I. eine Flotte unter dem Oberbefehl von Admiral Fjodor Matwejewitsch Apraxin in Richtung Schweden, um die Küstengebiete zu verwüsten. Der Zar wollte durch diese Aktion mehr Druck auf Schweden ausüben, um dieses zu Friedensverhandlungen zu zwingen.

## Im Vorfeld

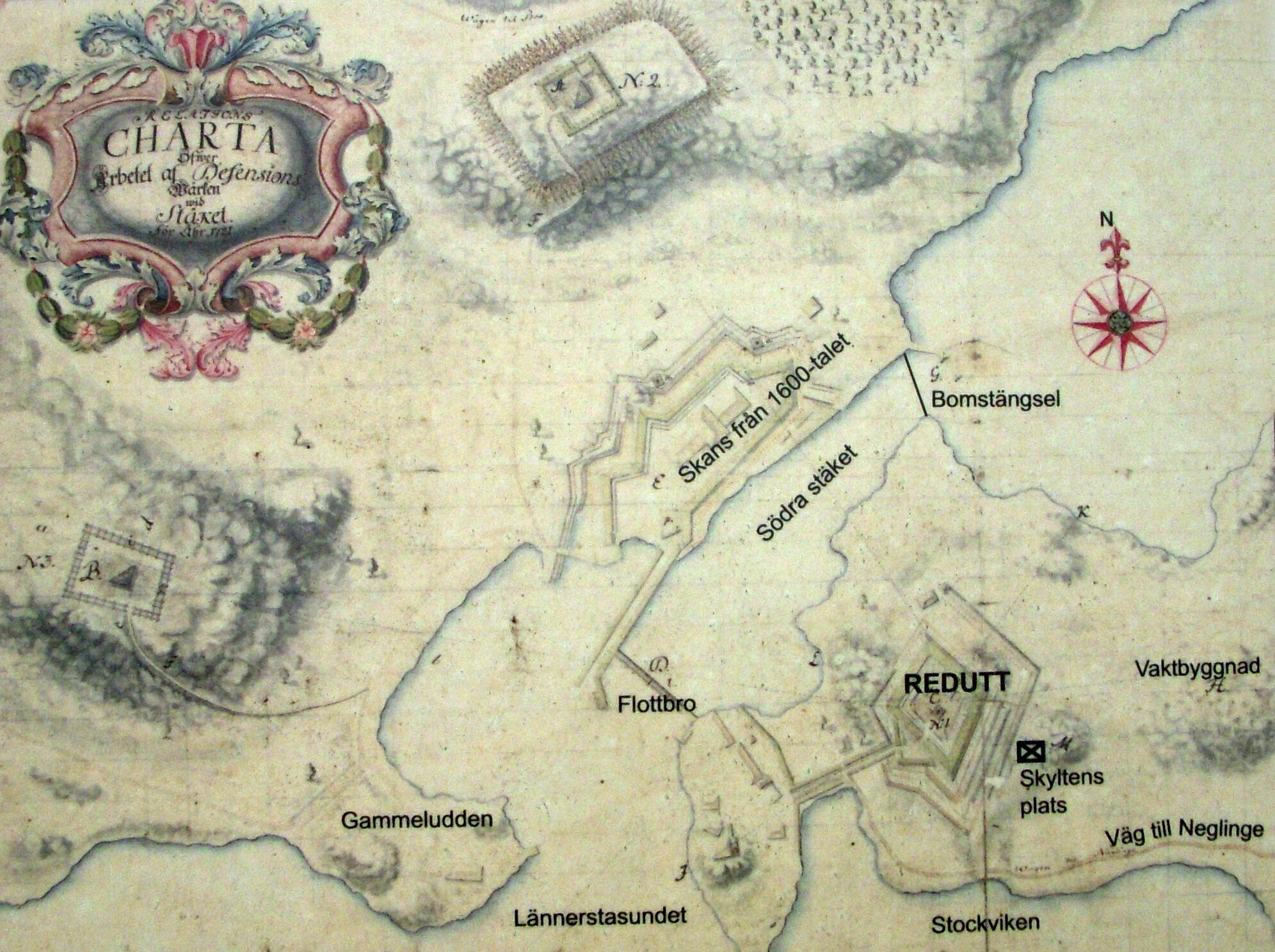
Verteidigungsanlagen im Södra Stäket

Nach dem Tod von Karl XII., während der Belagerung von Frederikshald, hatte sich die schwedische Armee nach Schweden zurückgezogen. Auch die schwedische Marine wurde in die Heimathäfen zurückbeordert und wartete auf Befehle. Sowohl Schweden als auch Russland, Preußen, Dänemark und Sachsen wollten einen Friedensvertrag aushandeln. Die schwedischen Gesandten versuchten in ersten Unterhandlungen die Gebietsverluste so gering wie möglich zu halten. Damit war besonders Peter I. nicht einverstanden. Russland hätte viel erobertes Land zurückgeben müssen. Um den Druck auf Schweden zu erhöhen, schickte der Zar mehrfach Flotten an die Ostküste Schwedens, um diese zu plündern.
Am 11. Juli 1719 wurde die russische Flotte vor der schwedischen Küste gesichtet. Die schwedische Marine war nach dem langen Krieg fast komplett zerstört, dennoch versuchten die restlichen Schiffe die Russen in ein Seegefecht zu verwickeln. Die russische Flotte ließ sich darauf nicht ein und begann die Küste entlang ihre Landungstruppen abzusetzen. Begünstigt durch den schwachen Wind war es den Russen möglich, ihre Truppen mit kleinen Landungsbooten überall abzusetzen. Wenn Gegenwehr geleistet wurde, nahmen die Boote die Truppe wieder auf und setzten sie an einer anderen Stelle ab, wo mit weniger Gegenwehr zu rechnen war. Im Zuge dieser Verwüstungen wurden die Städte Norrköping, Nyköping, Södertälje, Trosa, Öregrund und viele andere bis auf die Grundmauern niedergebrannt.
Admiral Fjodor Matwejewitsch Apraxin war mit der Geografie der Umgebung von Stockholm vertraut. Die Bucht Södra Stäket war seiner Meinung nach die Hintertür nach Stockholm. Über diese Bucht war es möglich, nach Stockholm zu gelangen, ohne an der Festung von Vaxholm vorbei zu müssen. Das russische Interesse an der Bucht wurde vom Kommandanten der Festung, Baltzar von Dahlheim, erkannt. Unter der Aufsicht des Obersten der Befestigungsanlage wurden an der flachsten und schmalsten Stelle Boote versenkt, um die Stelle unpassierbar zu machen. Außerdem wurde eine kleine Schanze mit drei Kanonen und 400 Mann Besatzung errichtet, welche den Kanal bewachte. Des Weiteren wurden vier Galeeren in einer benachbarten Bucht verankert.
Um mehr Druck auf Schweden in den Friedensverhandlungen auszuüben, entschied sich Apraxin für einen Angriff auf Stockholm. Am 10. August wurden russische Einheiten bei Gålö, Muskö und Ornö gesichtet, etwa 20 Kilometer von Baggenstäket entfernt. Passierten sie Baggenstäket, wäre es für sie möglich gewesen außerhalb der Reichweite der Festung Vaxholm die Hauptstadt zu erreichen.

## Schlachtverlauf

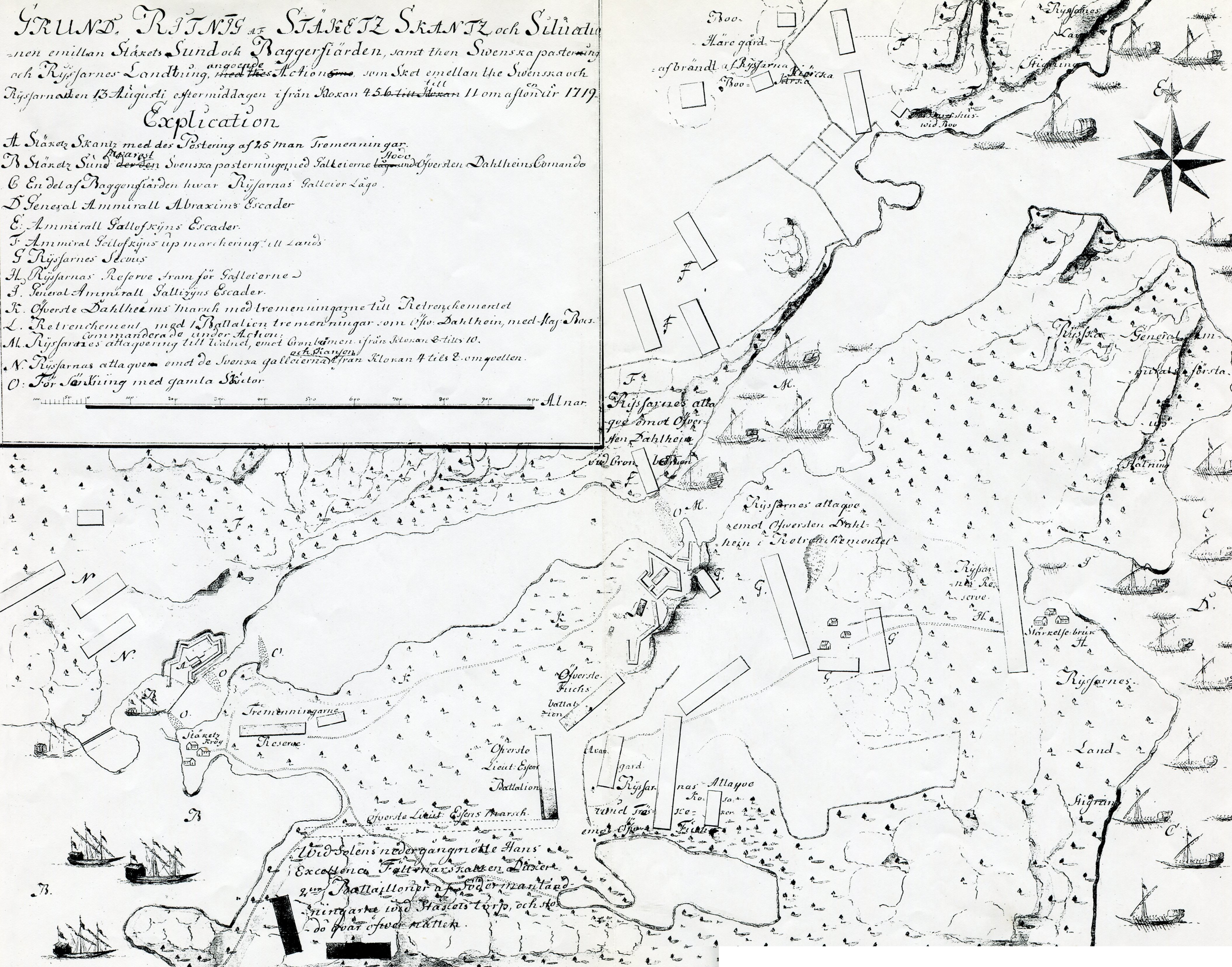
Die Abbildung zeigt die taktische Schlachtordnung am Anfang des Gefechtes. Im linken Teil des Bildes ist die Redoute am Stäkesund auf der Seite von Boo zu sehen. In der Mitte die Redoute am Stollen von Skogsö, wo der Hauptkampf stattfand. Die Karte wurde von Baltzar von Dahlheims Sohn, Carl Fredrik von Dahlheim, auf Grundlage der Aufzeichnungen seines Vaters erstellt.

Am Morgen des 13. August kehrte der Generaladjutant Filip von Tessin von einer Aufklärungsmission aus Baggenstäket zurück. Er berichtete, dass die russischen Galeeren am Eingang der Passage standen. Das nächstgelegene schwedische Regiment, das 800 Mann starke Södermanlands Regiment, wurde alarmiert. Unter dem Befehl von Rutger Fuchs wurde das Regiment nach Baggenstäket, welches 19 km entfernt war, entsandt. Des Weiteren wurde der Oberstleutnant Johan von Essen mit seinen beiden Bataillonen entsandt, um die Ankunft des restlichen Regiments zu schützen.
Gegen ein Uhr mittags begann die Landung der russischen Truppen. Die von Dahlheim in der Bucht stationierten Truppen, zwei Bataillone des Tremänningsregiment und die drei 24-Pfünder-Kanonen, waren den russischen Truppen nicht gewachsen und sandten Boten zu Dahlheim, um ihn von der Gefahr in Kenntnis zu setzen.
Dem ersten Angriff auf die Besatzung der Bucht konnten die Schweden bis vier Uhr Gegenwehr leisten. Gegen fünf Uhr brachen die schwedischen Verteidigungslinien vor dem Ansturm der russischen Infanterie. In der Zwischenzeit entluden immer mehr russische Schiffe ihre Soldaten. Die Übermacht der Russen war erdrückend. Dennoch gelang es Dahlheim, welcher aus der Festung Vaxholm zur Hilfe geeilt war, die russischen Raumgewinne immer wieder durch Gegenangriffe zu minimieren. Dahlheim wurde bei einem dieser Angriffe am Kopf verwundet.
Nach einem schnellen Marsch durch felsiges und dicht bewaldetes Gelände unter einer heißen Sommersonne erreichte von Essen Baggenstäket noch vor 19.00 Uhr, ohne auf feindliches Feuer gestoßen zu sein. Im weiteren Verlauf des schnellen Marsches der Einheit von Essen geriet diese plötzlich unter Beschuss aus dem Bereich um Skogsö gård. Ihre Position war sehr offen und für den Feind einsehbar. Die Bataillone erlitten schwere Verluste, Oberstleutnant von Essen wurde verwundet. Den schwedischen Soldaten wurde der Weg in die Bucht durch den Beschuss versperrt.
Erst das Eintreffen des Södermanland-Regiments entlastete die Bataillone von Essen und der Durchbruch in die Bucht gelang. Durch das gemeinsame Vorrücken der entsandten Truppen wurde das an die Russen verlorene Land schnell zurückerobert. Trotz seiner Kopfverletzung führte der Oberstleutnant von Dahlheim den entscheidenden Angriff auf die russischen Invasionstruppen. Unter starken Verlusten mussten sich diese zurückziehen. In den späten Abendstunden verließ die russische Flotte, nachdem sie die Infanterieeinheiten und Kanonen aufgenommen hatte, die Bucht.

## Verluste und Folgen
Am 14. August war ein Gebetstag für die Toten. Die Schweden hatten 30 Tote und 71 Verletzte erlitten. Allein das Södermanland-Regiment hatte über 17.000 Schüsse abgefeuert und dabei fast die gesamte Munition aufgebraucht. Die getöteten schwedischen Soldaten wurden wahrscheinlich auf dem alten Friedhof von Boo begraben. Die russischen Verluste sind schwer zu beurteilen. Sie beliefen sich auf etwa 400 bis 500 Mann.
Durch das verlorene Gefecht in der Bucht von Södra Stäket war die unmittelbare Gefahr für Stockholm vorerst gebannt. Der russischen Flotte gelang es trotz ungünstiger Winde, der herannahenden englisch-schwedischen Flotte, unter dem Oberbefehl von Admiral John Norris, zu entkommen. Rutger Fuchs wurde von den Schweden als Held und als der Retter von Stockholm gefeiert. Er wurde zum Generalmajor befördert und in den Freiherrenstand erhoben.

## Aus heutiger Sicht
Der genaue Hergang der Schlacht kann nicht mehr genau nachvollzogen werden. Die drei an dem Gefecht beteiligten schwedischen Regimenter beschreiben den Schlachtverlauf in ihren Regimentschroniken unterschiedlich. Die Regimenter haben jeweils sich in den Vordergrund geschoben und bei genauerer Betrachtung kann mindestens eine Chronik nicht den Tatsachen entsprechen. Der Archäologe Tomas Englund begann im Jahr 2004 mit archäologischen Untersuchungen in der Bucht. Mit Hilfe eines Metalldetektors suchte er auf den bekannten Schlachtfeldern nach Hinweisen. Auch untersuchte er 2006 die Fahrrinne des Fjordes nach Hinweisen auf den Hergang der Schlacht. Außerdem untersuchte er die Stollen von Skogsöi auf Kampf- oder Lagerspuren aus dieser Zeit.

## Denkmal

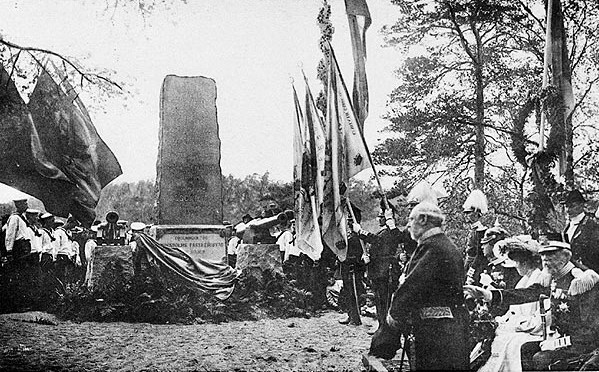
Enthüllung des Skogsömonumentes 1905

Im Jahr 1905 stiftete die Föreningen för Stockholms fasta försvar ein Denkmal, bekannt als des Skogsömonument, mit zwei Kanonen auf der Höhe des Baggensstäket an dessen Südseite. Das Denkmal soll an die Schlacht erinnern und daran, wie wichtig dieser Sieg für das schwedische Volk war. Der Stein wurde am 8. Juli 1905, in Gegenwart des schwedischen Königs Oskar II., enthüllt.